# Сања Ристић Крајнов
Сања Ристић Крајнов (Зрењанин, 10. јануар 1978) српска је глумица.

## Биографија
Похађала је Драмску радионицу „Центар” у родном Зрењанину, а новосадску Академију уметности завршила је у класи професора Петра Банићевића.
Била је запослена у Народном позоришту „Тоша Јовановић”, а у ансамблу Драме Српског народног позоришта ангажована је од 2007. године. Вишеструко је награђена за глумачка остварења.
Ангажована је и као асистент на премету глума на Академији уметности у Новом Саду.
Удата је за колегу Југослава Крајнова.

## Улоге

### Позоришне представе
| Наслов                                          | Улога                    | Редитељ               | Позориште                          | Премијера           |
| ----------------------------------------------- | ------------------------ | --------------------- | ---------------------------------- | ------------------- |
| Изложба                                         | Експонат                 | колективна            | Истер театар                       | 22. јануар 1998.    |
| Процес                                          |                          | Соња Вукићевић        | Центар за културну деконтаминацију | 1999.               |
| Мрак летње ноћи                                 |                          | Соња Вукићевић        | Центар за културну деконтаминацију | 1999.               |
| Љубинко и Десанка                               | Десанка                  | Саша Латиновић        | Народно позориште „Тоша Јовановић” | 11. јун 1999.       |
| Сапутници                                       | Мери                     | Филип Марковиновић    | Народно позориште „Тоша Јовановић” | 3. фебруар 2000.    |
| Скапенове сплетке                               | Зербинета                | Радослав Златан Дорић | Народно позориште „Тоша Јовановић” | 18. април 2000.     |
| Између два воза                                 | Јелена                   | Радослав Златан Дорић | Народно позориште „Тоша Јовановић” | 22. септембар 2000. |
| Богојављенска ноћ                               | Виола                    | Радослав Златан Дорић | Народно позориште „Тоша Јовановић” | 14. септембар 2001. |
| Говорите ли аустралијски                        | Крис                     | Владимир Попадић      | Народно позориште „Тоша Јовановић” | 8. децембар 2001.   |
| Dies irae                                       | Ира                      | Љубослав Мајера       | Културни центар Новог Сада         | 23. децембар 2001.  |
| Казанова                                        | Катрин                   | Ђурђа Тешић           | Српско народно позориште           | 12. фебруар 2002.   |
| Народни посланик                                | Даница                   | Душан Петровић        | Народно позориште „Тоша Јовановић” | 27. септембар 2002. |
| Крваве свадбе                                   | Жена Леонардова          | Југ Радивојевић       | Народно позориште „Тоша Јовановић” | 19. октобар 2002.   |
| Раванград                                       | Опседнута девојка        | Дејан Мијач           | Српско народно позориште           | 17. децембар 2002.  |
| Шума                                            | Аксиња Даниловна         | Радослав Миленковић   | Народно позориште „Тоша Јовановић” | 28. фебруар 2003.   |
| Иза кулиса                                      | Брук, Вики               | Оља Ђорђевић          | Народно позориште „Тоша Јовановић” | 2. октобар 2003.    |
| Четврта сестра                                  | Тања                     | Радослав Миленковић   | Народно позориште „Тоша Јовановић” | 4. децембар 2003.   |
| Градитељ Солнес                                 | Госпођица Хилде Вангел   | Душан Петровић        | Народно позориште „Тоша Јовановић” | 11. фебруар 2005.   |
| Укроћена горопад                                | Катарина                 | Кокан Младеновић      | Народно позориште „Тоша Јовановић” | 5. јун 2005.        |
| Учене жене                                      | Арманда                  | Радослав Миленковић   | Народно позориште „Тоша Јовановић” | 5. јун 2005.        |
| Вишњик                                          | Варја                    | Радослав Миленковић   | Народно позориште „Тоша Јовановић” | 3. октобар 2006.    |
| Расправа (и тако те ствари)                     | Карис                    | Слађана Килибарда     | Српско народно позориште           | 15. децембар 2006.  |
| Ја или неко други                               | хор                      | Кокан Младеновић      | Српско народно позориште           | 23. март 2007.      |
| Скочиђевојка                                    | хор                      | Кокан Младеновић      | Српско народно позориште           | 4. новембар 2007.   |
| Тартиф                                          | Дорина                   | Душан Петровић        | Српско народно позориште           | 5. фебруар 2008.    |
| Јелена Анжујска                                 | Принцеза Јелена Анжујска | Радослав Златан Дорић | Народно позориште „Тоша Јовановић” | 18. мај 2008.       |
| Је ли било кнежеве вечере?                      | Госпођа Гаванска         | Вида Огњеновић        | Српско народно позориште           | 8. октобар 2008.    |
| Крон – (П)лутајуће глумиште                     | Глумица 2                | Роберт Рапоња         | Народно позориште „Тоша Јовановић” | 16. новембар 2008.  |
| Три сестре                                      | Наталија Петровна        | Радослав Миленковић   | Српско народно позориште           | 22. мај 2009.       |
| Љубавни јади Вудија Алена                       | Дијана                   | Бранко Димитријевић   | Српско народно позориште           | 15. децембар 2009.  |
| Барбело, о псима и деци                         | Милица                   | Предраг Штрбац        | Српско народно позориште           | 30. април 2010.     |
| Ујеж                                            | Софи                     | Радослав Миленковић   | Српско народно позориште           | 10. децембар 2010.  |
| Зла жена                                        | Султана                  | Егон Савин            | Народно позориште „Тоша Јовановић” | 17. јун 2011.       |
| Сеобе                                           | Варвара                  | Вида Огњеновић        | Српско народно позориште           | 24. новембар 2011.  |
| Најављено убиство                               | Мици                     | Ксенија Крнајски      | Српско народно позориште           | 20. март 2012.      |
| Слуга двају господара                           | Беатриче                 | Борис Лијешевић       | Српско народно позориште           | 11. октобар 2012.   |
| Мушке ствари                                    | Марта                    | Душан Петровић        | Савез драмских уметника Војводине  | 2. новембар 2012.   |
| Ђакон                                           | Милица Спасић            | Ана Ђорђевић          | Српско народно позориште           | 13. април 2013.     |
| Богојављенска ноћ                               | Оливија                  | Егон Савин            | Српско народно позориште           | 1. новембар 2013.   |
| Госпођа министарка                              | Анка                     | Радослав Миленковић   | Српско народно позориште           | 24. јануар 2014.    |
| Глумци певају – Do you hear the people sing     |                          | Агота Виткаи Кучера   | Српско народно позориште           | 26. април 2014.     |
| Женидба на чардаку                              | Мама                     | Драган Остојић        | Новосадски нови театар             | 12. децембар 2014.  |
| Смрт Ивана Иљича                                |                          | Томи Јанежич          | Српско народно позориште           | 27. фебруар 2015.   |
| Декамерон                                       | Изабела                  | Ана Томовић           | Српско народно позориште           | 4. децембар 2015.   |
| Пожар. Лаунџ / Контраст или Тамо где смо остали |                          | Миа Кнежевић          | Српско народно позориште           | 27. септембар 2016. |
| Час анатомије                                   |                          | Андраш Урбан          | Српско народно позориште           | 28. фебруар 2017.   |
| Илустрована енциклопедија нестајања             |                          | Золтан Пушкаш         | Српско народно позориште           | 12. март 2018.      |
| Ај, Кармела                                     | Кармела                  | Душан Петровић        |                                    | 2018.               |
| Пут око света за 60 секунди                     |                          | Миа Кнежевић          | Српско народно позориште           | 4. октобар 2018.    |
| Јованча на путу око света                       |                          | Золтан Пушкаш         | Српско народно позориште           | 21. фебруар 2020.   |
| У талогу кафе                                   | Анђелка                  | Огњен Петковић        |                                    | 20. октобар 2020.   |
| Аматери                                         | Стела                    | Момчило Миљковић      | Новосадски нови театар             | 29. јануар 2021.    |
| Вишњик                                          | Рањевска                 | Радослав Миленковић   | Српско народно позориште           | 15. мај 2021.       |
| Голманов страх од пенала                        |                          | Ана Ђорђевић          | Српско народно позориште           | 4. септембар 2021.  |
| Живот се са мном много поиграо                  | Нина                     | Дино Мустафић         | Српско народно позориште           | 13. октобар 2021.   |
| Тесла, изуметник                                | Катарина Џонсон          | Небојша Брадић        | Српско народно позориште           | 22. јануар 2022.    |
| Мефисто                                         | Лоте Линдентал           | Харис Пашовић         | Српско народно позориште           | 12. јул 2022.       |
| Поетеса                                         | Слепица Стефанија        | Вида Огњеновић        | Српско народно позориште           | 4. децембар 2022.   |

### Филмографија
| Год.       | Назив                           | Улога        |
| ---------- | ------------------------------- | ------------ |
| 2008.      | Бледи месец                     | Даша         |
| 2009.      | Заувек млад (серија)            | Представница |
| 2009—2010. | Јесен стиже, Дуњо моја (серија) | Даша         |
| 2016.      | Апофенија                       |              |
| 2022.      | Пенал и сексуални живот Ане Дј. |              |
| 2023.      | Сеновити Медитеран              |              |

## Награде и признања
| Година | Остварење                                                                            | Награда |
| ------ | ------------------------------------------------------------------------------------ | --- |
| 1997.  | Она и он                                                                             | „Златна колајна” за пантомиму на Фестивалу монодраме и пантомиме у Земуну, за ауторски пројекат (с Дамиром Тодоровићем) |
| 2000.  | Скапенове сплетке                                                                    | Награда најбољем младом глумцу на Фестивалу „Вршачка позоришна јесен“, за улогу Зербинете                               |
| 2003.  |                                                                                      | Годишња награда Града Зрењанина младом и потврђеном уметнику за постигнуте резултате                                    |
| 2010.  | Три сестре / Љубавни јади Вудија Алена                                               | Награда Предраг Томановић                                                                                               |
| 2012.  | Зла жена                                                                             | Најбоља женска улога на 62. Фестивалу професионалних позоришта Војводине у Кикинди                                      |
| 2012.  | Зла жена                                                                             | Награда за глумца вечери на 29. Нушићевим данима у Смедереву                                                            |
| 2012.  | Зла жена                                                                             | Награда за најбољу женску улогу на 20. Фестивалу „Вршачка позоришна јесен“                                              |
| 2012.  | Ујеж                                                                                 | Награда за глумца вечери на 29. Нушићевим данима у Смедереву                                                            |
| 2014.  | Госпођа министарка                                                                   | Награда за глумца вечери на XIX Глумачким свечаностима „Миливоје Живановић” у Пожаревцу                                 |
| 2014.  | Госпођа министарка                                                                   | Плакета за глумачко остварење вечери на 31. Нушићевим данима у Смедереву                                                |
| 2014.  | Мушке ствари                                                                         | Награда за најбољу представу на првом Фестивалу дуодраме у Тополи                                                       |
| 2018.  | Ај Кармела                                                                           | Маска Лазе Телечког на фестивалу Дани Лазе Телечког у Куману                                                            |
| 2021.  | Живот се са мном много поиграо                                                       | Награда за најбољу женску улогу (у подели с Горданом Ђурђевић Димић) на 8. по реду фестивалу „Нови Тврђава театар”      |
| 2022.  | Вишњик / Голманов страх од пенала                                                    | Годишња награда Српског народног позоришта                                                                              |
| 2022.  | Голманов страх од пенала                                                             | Годишња награда Српског народног позоришта                                                                              |
| 2022.  | Награда публике за глумца вечери на XXVI Глумачким свечаностима „Миливоје Живановић“ | |

## Галерија
- Фотографије Српског народног позоришта
- Је ли било кнежеве вечере, написала и режирала Вида Огњеновић; Драма Српског народног позоришта, 2008/09; Сања Ристић Крајнов, Александар Гајин
- Слуга двају господара, комад Карла Голдонија; режија Борис Лијешевић Драма СНП, Нови Сад, 2012/13; Сања Ристић Крајнов, Бранимир Брстина
- Богојављенска ноћ Вилијама Шекспира у режији Егона Савина, Драма СНП-а, Нови Сад, 2013/14; Радослав Миленковић, Новак Билбија, Сања Ристић Крајнов
- Ујеж, комедија Бранислава Нушића, Драма Српског народног позоришта, Нови Сад, 2010/11, Сања Ристић Крајнов, Гордана Јошић
- Три сестре, драма руског писца Антона Чехова; редитељ Радослав Миленковић, Драма СНП-а, Нови Сад, 2008/09; Оливера Стаменковић, Сања Ристић Крајнов, Југослав Крајнов
- Сеобе Милоша Црњанског у режији Виде Огњеновић; Драма СНП-а, Нови Сад, 2011/12; Ненад Пећинар, Југослав Крајнов, Сања Ристић Крајнов